# ساندرا فورگه
ساندرا فورگه (انگلیسی: Sandra Forgues؛ زادهٔ ۲۲ دسامبر ۱۹۶۹) قایقران کانو اهل فرانسه است.
او یک زن ترنس است.